# Nettling
Nettling – konwersja należności (wierzytelności) handlowych na instrumenty finansowe dopasowane do profilu odbiorców.
Dostawca występując jako wierzyciel akceptuje, zgodnie z dodatkową umową z odbiorcą – dłużnikiem, inną niż ustalona pierwotnie przez strony formę spełnienia świadczenia (zapłaty).
Zastosowanie nettlingu powinno być dostosowane i uzależnione od specyfiki branży, w której działa wierzyciel, charakterystyki jego odbiorców oraz ich preferencji.
Instrumentami płatniczymi wykorzystywanymi dla zamiany należności pierwotnych na wtórne są w ramach nettlingu są zwykle:
- weksle – spełniające funkcję płatniczą;
- pożyczki – umożliwiające wydłużenie terminu spłaty z ustaleniem dodatkowego oprocentowania.

Nettling można traktować jako specyficzną metodę rozliczeń umożliwiającą zaspokojenie dostawców lub finansowanie potrzeb odbiorców. Zwykle łączy się to z podejmowanym przez wierzyciela procesem zarządzania należnościami.

## Rodzaje nettlingu
Nettling wekslowy polega na dokonaniu zapłaty przez odbiorcę klienta za dostawy towarów bądź usług poprzez wystawienie weksla (lub weksli) własnego z określonym terminem jego wykupu. Weksel traktowany jest jako forma zapłaty za zobowiązania odbiorcy, jednocześnie dając mu wydłużony termin spłaty gotówki o kolejny okres. Wierzyciel może otrzymany weksel przekazać do dyskonta w banku, działającym tu jako podmiot finansujący.
Nettling pożyczkowy funkcjonuje w oparciu o indywidualny limit finansowy – przyznany odbiorcy (dłużnikowi) na podstawie analizy dotychczasowych przepływów oraz ratingu dłużnika ustalonego przez wierzyciela w toku współpracy. W ramach danego limitu odbiorca w ustalonym terminie od daty realizacji dostawy zawiera umowę nowacji, na podstawie której istniejące zobowiązanie z tytułu dostaw zostaje zamienione na pożyczkę. Pożyczka może zostać spłacona w miesięcznych ratach bądź w formie jednorazowej spłaty.
Odbiorca ponosi koszt odsetek tylko za okres korzystania z dodatkowego finansowania tzn. powyżej przyznanego w ramach dostaw, kredytu kupieckiego.